# Код страны
Коды стран — это короткие алфавитные или цифровые географические коды (геокоды), разработанные для представления стран и зависимых территорий в обработке данных и коммуникациях. Разработано несколько различных систем, наиболее известная из которых — ISO 3166-1.

## ISO 3166-1
Этот стандарт определяет коды для большинства стран и зависимых территорий мира:
- двухбуквенный (ISO 3166-1 alpha-2),
- трёхбуквенный (ISO 3166-1 alpha-3) и
- трёхзначный цифровой (ISO 3166-1 numeric) код.

Двухбуквенные коды используются как основа для некоторых других кодов, например:
- для кодов валют по ISO 4217,
- с небольшими разночтениями для доменных имён верхнего уровня стран (ccTLD) в Интернете.

Другие применения см. в ISO 3166-1.

## ГОСТ 7.67
В Российской Федерации и некоторых странах СНГ используется межгосударственный стандарт ГОСТ 7.67-94.
Стандарт ГОСТ 7.67 "Коды названий стран" устанавливает буквенные и цифровые обозначения названий стран в кодированной форме, единые для различных систем обработки информации, её хранения и обмена, а также унифицированные правила образования кодов. Стандарт представляет собой перевод стандарта ISO 3166-88 "Коды для представления названий стран".
В настоящее время действует стандарт ГОСТ 7.67-2003, введенный в действие 1 января 2005 года.
Постановлением Госстандарта РФ от 14 декабря 2001 г. N 529-ст)(с изменениями N 1/2003, 2/2003, 3/2004, 4/2004, 5/2005) в 2001 г. принят и введён в действие Общероссийский классификатор стран мира OK (MK (ИСО 3166) 004-97) 025—2001 (ОКСМ).

## Другие коды стран
- Трёхбуквенные коды стран Международного олимпийского комитета (МОК): Список кодов стран (МОК),
- ФИФА также присваивает трёхбуквенные коды (называемые триграммами ФИФА) странам: Список кодов стран ФИФА
- НАТО использует собственные двухбуквенные коды: Список кодов стран (НАТО). Они были, в основном, взяты из кодов FIPS 10-4. В 2003 году восьмым изданием Соглашения о стандартизации (STANAG) было принято использование трёхбуквенных кодов ISO 3166 за исключением кода для Македонии. С девятым изданием НАТО переходит на четырёх- и шестибуквенные коды, основанные в основном на ISO 3166 с некоторыми исключениями и дополнениями.
- Кодовая система для номерных знаков автомобилей: Автомобильные коды стран ().
- Федеральные стандарты обработки информации (Federal Information Processing Standard, FIPS) имеет собственные коды, используемые правительством США и Книгой фактов ЦРУ: Список кодов стран (FIPS), см. также Список кодов регионов (ФИПС).
- Стандарты Международного союза электросвязи (МСЭ):
  - E.164 — международные телефонные коды стран из 1-3 цифр E.164 : The international public telecommunication numbering plan: Список телефонных кодов стран,
  - E.212 — сотовые коды стран (MCC, mobile country codes), для адресов мобильных/беспроводных телефонов,
  - первые несколько символов позывных радиостанций (морских, воздушных, любительского радио, вещательного радио и т. п.) определяют страну: Префиксы МСЭ,
  - Список кодов стран (МСЭ) для стран-участников МСЭ,
  - Трёхзначные цифровые коды для определения стран в морских радиопередачах, см. Морские идентификационные коды.
- Европейский союз:
  - Перед увеличением числа стран в 2004 году ЕС использовал вышеуказанные коды номерных знаков. Теперь ЕС использует ISO 3166-1 с двумя исключениями EL (не GR) для Греции, и UK (не GB) для Великобритании[1].
  - Nomenclature des unités territoriales statistiques (Номенклатура территориальных единиц для статистики, NUTS) определяет, в основном, административные деления стран-членов ЕС.
- Международная организация гражданской авиации (ICAO, International Civil Aviation Organization) использует:
  - префиксы регистрации воздушных судов,
  - национальные буквенные коды — индикаторы местоположений.

Разработчики ISO 3166 полагают, что этот стандарт в будущем заменит все другие.

## Другие способы кодирования
Следующие коды также могут представлять страны:
- Начальные цифры кода ISBN (International Standard Book Numbers) — групповые идентификаторы для стран, зон и языковых регионов.
- Первые три цифры префиксов компаний GS1 используются для идентификации продуктов, например, в штрихкодах.